# Stadion Victorii Częstochowa
Stadion Victorii Częstochowa – stadion piłki nożnej w Częstochowie, na którym spotkania rozgrywa klub Victorii Częstochowa. Obiekt znajduje się w dzielnicy Stare Miasto, przy ulicy Krakowskiej 80.

## Historia
W 1922 r. założono Klub Ogólno-Sportowy Victoria 1922 Fabryk Motte Meillassox Częstochowa. Boisko piłkarskie powstało na terenie należącym do fabryki. W 1924 r. działacze klubu zawarli umowę z Ministerstwem Robót Publicznych w Warszawie, otrzymując w dzierżawę plac przy ul. Krakowskiej 21. Dzięki temu powstało klubowe boisko wraz z trybuną. Infrastruktura sportowa objęła również korty tenisowe, kręgielnię letnią, tor rowerowy, strzelnicę oraz lodowisko (zimą). Uroczyste otwarcie nastąpiło 6 lipca 1924 r. W 1934 r. plac sportowy przejęło miasto, budując w tym miejscu Szkołę Powszechną im. Gabriela Narutowicza (ob. V LO im. Adama Mickiewicza).   
W 1961 r. na otwarcie nowego stadionu piłkarskiego z 10-tysięcznymi trybunami, rozegrano mecz z Unią Racibórz. 5 sierpnia 1962 r. Raków Częstochowa wygrał na stadionie 2:0 z Górnikiem Radlin w ostatnim barażowym meczu o awans do II ligi. Mecz rozegrano przy 15 tysięcznej widowni.
21 czerwca 1967 r. na stadionie rozegrano mecz półfinału Pucharu Polski, w którym Raków Częstochowa wygrał 2:1 z Odrą Opole. Spotkanie obu drużyn obejrzało 8000 widzów.
18 czerwca 1977 na obiekcie odbył się mecz finałowy Pucharu Ligi Polskiej pomiędzy Odrą Opole a Widzewem Łódź. Wynikiem 3ː1 wygrała Odra przy 12 tysięcznej publiczności.
W 2016 roku dokonano remontu trybuny zachodniej. W 2022 r. na boisku treningowym znajdującym się przy stadionie położono sztuczną murawę.

## Ważniejsze mecze
| 21 czerwca 1967 | Raków Częstochowa · Kruk 2', 64' | 2:1(1:0) | Odra Opole · Brejza 69' | Widzów: 8000 Sędzia: Włodzimierz Karolak (Łódź) |
|                 |                                  |          |                         |                                                 |

| 18 czerwca 1977 17:30 CEST | Odra Opole · Grębosz 3' (sam.) · Tyc 33', 75' | 3:12:0Raport | Widzew Łódź · 90' Rozborski | Widzów: 12 000 Sędzia: Alojzy Jarguz (Olsztyn) |
|                            |                                               |              |                             |                                                |

| 5 marca 1961 | Victoria Częstochowa | 0:3Dokumentacja meczowa | Polska U-19 B · Komendarczyk · Szymczak · Korzeniowski |  |
|              |                      |                         |                                                        |  |

| 11 lutego 1962 | Victoria Częstochowa · Sikora | 1:0Dokumentacja meczowa | Polska U-19 B |  |
|                |                               |                         |               |  |

| 29 sierpnia 1970 | Victoria Częstochowa | 3:8Dokumentacja meczowa | Polska U-19 B · Kwiatkowski · Rochnia · Musiolik · Białas · Sroka |  |
|                  |                      |                         |                                                                   |  |